# Ianmoorea
Ianmoorea is een monotypisch geslacht van kevers uit de familie van de kortschildkevers (Staphylinidae).

## Soort
- Ianmoorea zealandica Ahn, 2004